# Andrej G. Lazarcsuk
 Andrej G. Lazarcsuk   (oroszul: Андрей Геннадьевич Лазарчук; Krasznojarszk,  1958. február 6. –) orosz sci-fi-író, műfordító.

## Élete
Krasznojarszk Egészségügyi Intézet-ben szerzett diplomát, majd különböző egészségügyi intézetekben helyezkedett el. 1983-ban írta első művét és 1989 óta profi íróként tevékenykedik. 1999 óta Szentpéterváron él.

## Munkássága
- 1996 Опоздавшие к лету
- 1996 Транквилиум
- 1997 Все, способные держать оружие…
- 1998 Кесаревна Отрада между славой и смертью
- 1997 Гиперборейская чума - trilógia (1999, 2006)
- 2000 Штурмфогель
- 2002 Космополиты ciklus (2003, 2005)
- 2007 Параграф 78
- 2009 Абориген
- 2009 Мой старший брат Иешу

## Díjai
Számos díjat kapott műveiért Oroszországban. Ezek közül a legkiemelkedőbb elismerés a 2010-ben megkapott Aelita-díj.

## Fordítás
- Ez a szócikk részben vagy egészben  a(z)   Лазарчук, Андрей Геннадьевич című orosz Wikipédia-szócikk fordításán alapul.  Az eredeti cikk szerkesztőit annak laptörténete sorolja fel. Ez a jelzés csupán a megfogalmazás eredetét és a szerzői jogokat jelzi, nem szolgál a cikkben szereplő információk forrásmegjelöléseként.